# Erskine Glacier
Erskine Glacier är en glaciär i Antarktis. Den ligger i Västantarktis. Argentina, Chile och Storbritannien gör anspråk på området. Erskine Glacier ligger 767 meter över havet.
Terrängen runt Erskine Glacier är kuperad åt sydväst, men åt nordost är den bergig. Terrängen runt Erskine Glacier sluttar västerut. Trakten är obefolkad. Det finns inga samhällen i närheten.